# Enric III d'Anglaterra
Enric III (1 d'octubre de 1207 - 15 de novembre de 1272), conegut pels seus contemporanis com a Enric de Winchester, va ser el fill i successor de Joan sense Terra com a rei d'Anglaterra, regnant durant cinquanta-sis anys des de 1216 fins a la seva mort.
Gran part dels esforços van anar destinats a refermar el poder reial que s'havia deteriorat durant el regnat del seu pare. Va intentar recuperar els privilegis cedits als barons a través de la Carta Magna, però es va veure obligat a convocar el primer "parlament" el 1264. Tampoc va tenir èxit restablint el control anglès sobre Normandia, Anjou i Aquitània.

## Biografia

### Minoria
Enric va néixer el 1207 al Castell de Winchester, fill i hereu del rei Joan i Isabel d'Angulema. Només tenia nou anys quan el seu pare va morir i va ser coronat.
Els barons del regne, que havien estat hostils al rei Joan i havien donat suport a una invasió del príncep Lluís de França, van mostrar-se favorables al jove rei. Sobretot quan els seus regents (liderats per Guillem de Mariscal) van afanyar-se a declarar que governarien d'acord amb la Carta Magna.
El regne va ser governat pels regents fins que el rei va complir vint anys, el 1227.

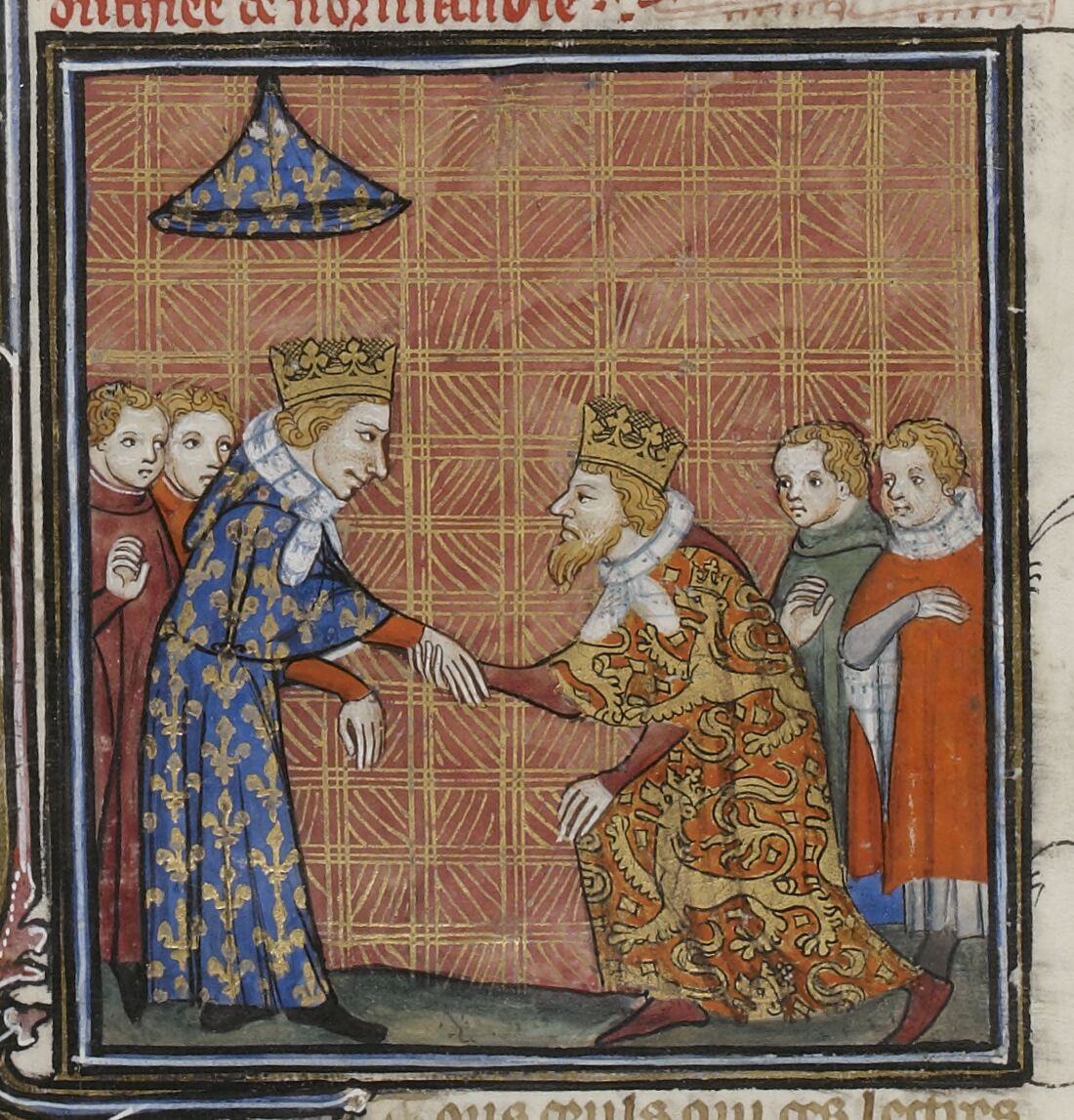
Enric homenatjant a Lluís de França

### Política exterior
La política exterior del rei Enric va estar marcada pels intents de recuperar el pes al continent perdut durant el regnat del seu pare, que van acabar en un seguit de fracassos. Van ser inútil els intents d'aconseguir la corona imperial pel seu germà Ricard de Cornualla, ni va tenir èxit la guerra que finançà a Sicília instigat pel Papa Innocenci IV per aconseguir el regne pel seu segon fill Edumd. La guerra contra França per tal de recuperar les possessions confiscades al seu pare van acabar amb la firma del Tractat de parís (1259) en la que es veia obligar a reconèixer la pèrdua dels comtats d'Anjou, Turena i Maine.

### Guerra civil
Amb el temps va créixer el descontentament de la noblesa amb Enric, al que volien controlar tement que seguiria els passos del seu pare. Els barons s'aplegaren darrere la figura de Simó V de Montfort, cunyat del rei.
El 1258 el rei va reunir els nobles per intentar recaptar una contribució especial per finançar les seves campanyes. Però els barons, liderats per Simó, van renunciar-hi i van obligar el rei a firmar les Provisions d'Oxford, que restringien el poder reial en benefici d'un consell de quinze barons que assumiria funcions de govern. El parlament es reuniria tres cops l'any per avaluar-ne l'acció.
Durant els anys següents les posicions dels partidaries del rei i els de Montfor es van anar tornant cada cop més enfrontades. Enric va aconseguir una butlla papal el 1262 dispensant-lo del jurament que havia fet sota coacció i va renunciar a aplicar les provisions, portant a tots dos bàndols a les armes.
Una nova guerra civil, coneguda com la Segona Guerra dels Barons. Montfort i els seus van aconseguir el control de la major part del sud-est d'Anglaterra durant el 1263, i el 14 de maig de 1264 van obtenir una victòria decisiva a la Batalla de Lewes, en la que feren presoner al rei.
Durant més d'un any Enric va ser rei tan sols de nom, presoner a la seva residència mentre que Montfort governava el país amb el títol de Sensescal d'Anglaterra. L'actitud despòtica de Montfort li va fer guanyar l'antipatia d'alguns dels seus antics aliats, que el van abandonar. L'hereu d'Enric, Eduard, va aprofitar la situació per reunir les seves forces. Amb l'ajuda del rei de França i els descontents va presentar batalla i el 4 d'agost de 1265 a Evesham va derrotar a Montfort, que morí a la batalla.

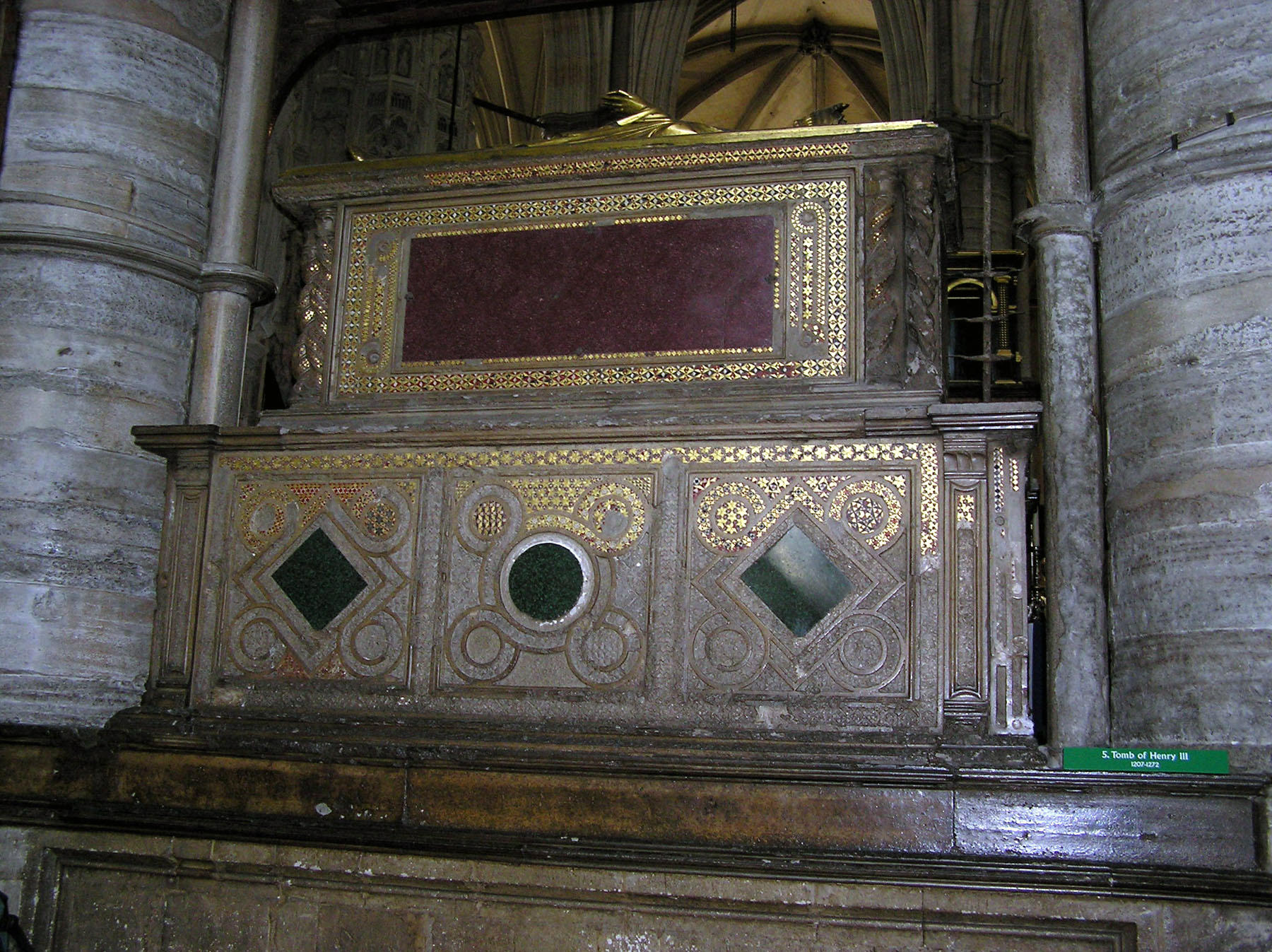
Tomba d'Enric III a l'Abadia de Westminster, Londres

Enric va fer castigar severament els rebels.

### Mort
Enric va morir al palau de Westminster el 16 de novembre de 1272, i fou succeït pel seu fill Eduard. Va ser sepultat a l'Abadia de Westminster.

## Família
|  |                             |  |  |  |  |  |  |  |  |  |  |  |  |  |  |  |
|  | Folc V d'Anjou              |  |  |  |  |  |  |  |  |  |  |  |  |  |  |  |
|  |                             |  |  |  |  |  |  |  |  |  |  |  |  |  |  |  |
|  |                             |  |  |  |  |  |  |  |  |  |  |  |  |  |  |  |
|  | Jofré V d'Anjou             |  |  |  |  |  |  |  |  |  |  |  |  |  |  |  |
|  |                             |  |  |  |  |  |  |  |  |  |  |  |  |  |  |  |
|  |                             |  |  |  |  |  |  |  |  |  |  |  |  |  |  |  |
|  | Ermengarda de Maine         |  |  |  |  |  |  |  |  |  |  |  |  |  |  |  |
|  |                             |  |  |  |  |  |  |  |  |  |  |  |  |  |  |  |
|  |                             |  |  |  |  |  |  |  |  |  |  |  |  |  |  |  |
|  | Enric II d'Anglaterra       |  |  |  |  |  |  |  |  |  |  |  |  |  |  |  |
|  |                             |  |  |  |  |  |  |  |  |  |  |  |  |  |  |  |
|  |                             |  |  |  |  |  |  |  |  |  |  |  |  |  |  |  |
|  | Enric I d'Anglaterra        |  |  |  |  |  |  |  |  |  |  |  |  |  |  |  |
|  |                             |  |  |  |  |  |  |  |  |  |  |  |  |  |  |  |
|  |                             |  |  |  |  |  |  |  |  |  |  |  |  |  |  |  |
|  | Matilde d'Anglaterra        |  |  |  |  |  |  |  |  |  |  |  |  |  |  |  |
|  |                             |  |  |  |  |  |  |  |  |  |  |  |  |  |  |  |
|  |                             |  |  |  |  |  |  |  |  |  |  |  |  |  |  |  |
|  | Matilde d'Escòcia           |  |  |  |  |  |  |  |  |  |  |  |  |  |  |  |
|  |                             |  |  |  |  |  |  |  |  |  |  |  |  |  |  |  |
|  |                             |  |  |  |  |  |  |  |  |  |  |  |  |  |  |  |
|  | Joan d'Anglaterra           |  |  |  |  |  |  |  |  |  |  |  |  |  |  |  |
|  |                             |  |  |  |  |  |  |  |  |  |  |  |  |  |  |  |
|  |                             |  |  |  |  |  |  |  |  |  |  |  |  |  |  |  |
|  | Guillem IX d'Aquitània      |  |  |  |  |  |  |  |  |  |  |  |  |  |  |  |
|  |                             |  |  |  |  |  |  |  |  |  |  |  |  |  |  |  |
|  |                             |  |  |  |  |  |  |  |  |  |  |  |  |  |  |  |
|  | Guillem X d'Aquitània       |  |  |  |  |  |  |  |  |  |  |  |  |  |  |  |
|  |                             |  |  |  |  |  |  |  |  |  |  |  |  |  |  |  |
|  |                             |  |  |  |  |  |  |  |  |  |  |  |  |  |  |  |
|  | Felipa de Tolosa            |  |  |  |  |  |  |  |  |  |  |  |  |  |  |  |
|  |                             |  |  |  |  |  |  |  |  |  |  |  |  |  |  |  |
|  |                             |  |  |  |  |  |  |  |  |  |  |  |  |  |  |  |
|  | Elionor d'Aquitània         |  |  |  |  |  |  |  |  |  |  |  |  |  |  |  |
|  |                             |  |  |  |  |  |  |  |  |  |  |  |  |  |  |  |
|  |                             |  |  |  |  |  |  |  |  |  |  |  |  |  |  |  |
|  | Elionor de Châtellerault    |  |  |  |  |  |  |  |  |  |  |  |  |  |  |  |
|  |                             |  |  |  |  |  |  |  |  |  |  |  |  |  |  |  |
|  |                             |  |  |  |  |  |  |  |  |  |  |  |  |  |  |  |
|  | Enric III d'Anglaterra      |  |  |  |  |  |  |  |  |  |  |  |  |  |  |  |
|  |                             |  |  |  |  |  |  |  |  |  |  |  |  |  |  |  |
|  |                             |  |  |  |  |  |  |  |  |  |  |  |  |  |  |  |
|  | Aimar Tallaferro d'Angulema |  |  |  |  |  |  |  |  |  |  |  |  |  |  |  |
|  |                             |  |  |  |  |  |  |  |  |  |  |  |  |  |  |  |
|  |                             |  |  |  |  |  |  |  |  |  |  |  |  |  |  |  |
|  | Isabel d'Angulema           |  |  |  |  |  |  |  |  |  |  |  |  |  |  |  |
|  |                             |  |  |  |  |  |  |  |  |  |  |  |  |  |  |  |
|  |                             |  |  |  |  |  |  |  |  |  |  |  |  |  |  |  |

Enric es casà amb Elionor de Provença el 14 de gener de 1236 a la Catedral de Canterbury. El nombre de fills de la parella és incert però com a mínim n'hi ha cinc de confirmats:
- Eduard (1239-1307), successor d'Enric al tron d'Anglaterra.
- Margarida (1240-1275), muller del rei Alexandre III d'Escòcia.
- Beatriu (1242-1275), muller del duc Joan II de Bretanya.
- Edmund (1245-1296)
- Caterina (1253-1257), sorda de naixement, morí jove.